# Sáta
Sáta je obec v Maďarsku na severozápadě župy Borsod-Abaúj-Zemplén v okresu Ózd v Bukových horách. K 1. lednu 2015 zde žilo 1 133 obyvatel.

## Historie
První písemná zmínka o obci pochází z roku 1281.

## Geografie
Obec je vzdálena asi 9 km na severozápad od okresního města Ózd. Od města s župním právem, Miškovce, se nachází asi 30 km na jihovýchod.
Obec, kterou protéká potok Sáta, leží v Bukových horách ve výšce 273 m n. m.

## Doprava
Do obce se dá dostat silnicí z Ózdu, Borsodbóty a Nekézseny. Dále jí prochází železniční trať Eger–Putnok, na které se nacházela zastávka Sáta. Vlaky zde však od roku 2009 nejezdí, a to v úseku Szilvásvárad–Putnok.